# Jublains
Pour la cité antique, voir Site archéologique de Jublains.
Jublains est une commune française, située dans le département de la Mayenne, en région Pays de la Loire. Elle est peuplée de 756 habitants.
Implantée sur les vestiges d'une ville gallo-romaine autrefois appelée Noviodunum, Jublains s'étend sur 3 601 ha. La commune possède donc la particularité d'avoir été une cité romaine importante, et la faible urbanisation en fait un site avec une forte réserve archéologique : à cette fin, le département de la Mayenne y procède à des acquisitions foncières.
La commune fait partie de la province historique du Maine, et se situe dans le Bas-Maine.

## Géographie
La commune est située au cœur du Bas-Maine. Son bourg est à 11 km au sud-est de Mayenne, à 11 km à l'ouest de Bais, à 14 km au nord-ouest d'Évron et à 15 km au nord-est de Montsûrs.
Couvrant 3 601 hectares, le territoire de Jublains était le plus étendu du canton de Bais.

### Communes limitrophes
| Aron        | Grazay        | Grazay, Hambers |
| Belgeard    | Jublains      | Hambers         |
| Montourtier | Deux-Évailles | Mézangers       |

### Climat
Pour des articles plus généraux, voir Climat des Pays de la Loire et Climat de la Mayenne.
En 2010, le climat de la commune est de type climat océanique altéré, selon une étude du CNRS s'appuyant sur une série de données couvrant la période 1971-2000. En 2020, Météo-France publie une typologie des climats de la France métropolitaine dans laquelle la commune est exposée à un climat océanique et est dans la région climatique  Moyenne vallée de la Loire, caractérisée par une bonne insolation (1 850 h/an) et un été peu pluvieux. 
Pour la période 1971-2000, la température annuelle moyenne est de 10,9 °C, avec une amplitude thermique annuelle de 13,8 °C. Le cumul annuel moyen de précipitations est de 820 mm, avec 12,6 jours de précipitations en janvier et 7,2 jours en juillet. Pour la période 1991-2020, la température moyenne annuelle observée sur la station météorologique de Météo-France la plus proche, sur la commune de Mayenne à 10 km à vol d'oiseau, est de 11,7 °C et le cumul annuel moyen de précipitations est de 849,9 mm,. Pour l'avenir, les paramètres climatiques de la commune estimés pour 2050 selon différents scénarios d'émission de gaz à effet de serre sont consultables sur un site dédié publié par Météo-France en novembre 2022.

## Urbanisme

### Typologie
Au 1er janvier 2024, Jublains est catégorisée commune rurale à habitat très dispersé, selon la nouvelle grille communale de densité à sept niveaux définie par l'Insee en 2022.
Elle est située hors unité urbaine. Par ailleurs la commune fait partie de l'aire d'attraction de Mayenne, dont elle est une commune de la couronne,. Cette aire, qui regroupe 27 communes, est catégorisée dans les aires de moins de 50 000 habitants,.

### Occupation des sols
L'occupation des sols de la commune, telle qu'elle ressort de la base de données européenne d’occupation biophysique des sols Corine Land Cover (CLC), est marquée par l'importance des territoires agricoles (90,9 % en 2018), une proportion sensiblement équivalente à celle de 1990 (91 %). La répartition détaillée en 2018 est la suivante : 
prairies (72,5 %), terres arables (13,9 %), forêts (6,4 %), zones agricoles hétérogènes (4,5 %), eaux continentales (1,9 %), zones urbanisées (0,8 %). L'évolution de l’occupation des sols de la commune et de ses infrastructures peut être observée sur les différentes représentations cartographiques du territoire : la carte de Cassini (XVIIIe siècle), la carte d'état-major (1820-1866) et les cartes ou photos aériennes de l'IGN pour la période actuelle (1950 à aujourd'hui).

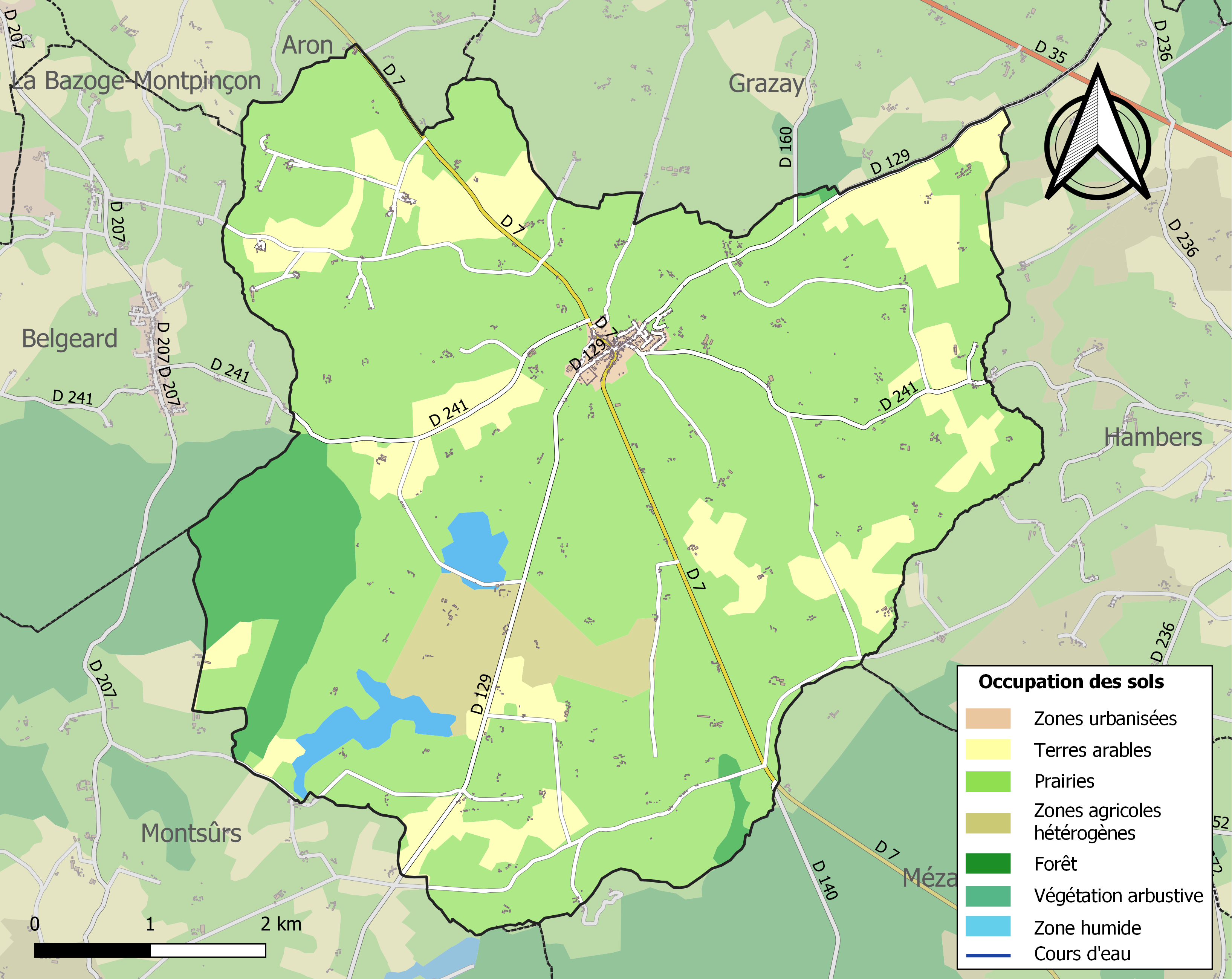
Carte des infrastructures et de l'occupation des sols de la commune en 2018 (CLC).

## Toponymie
Les formes attestées sont : Noiodunum, du gaulois novio dunum, « nouvelle forteresse », au IIe siècle, civitas Diablintum vers 400, secus Diablintas en 615, in condita Diablintica en 710, de Jublent vers 1100. Il semble que ce soit l'ethnonyme Diablinti qui ait donné le nom à la cité dans l'Antiquité tardive, d'où le gentilé Diablinte.

## Histoire

### Noviodunum
À Jublains, on se méfie des coups de pioche… même dans son jardin. Ici, depuis la fin du XIXe siècle, quand on retourne la terre, on s'attend à tomber sur un vestige. Théâtre, nécropole, sanctuaire ou forteresse, c'est toute une ville gallo-romaine qui a été mise au jour et qui, selon les experts, s'étendait sur vingt-cinq hectares au Ier siècle. 
Quand les Romains conquirent la Gaule, ils trouvèrent ici un village construit au pied d'un temple de bois. C'était l'un des sanctuaires du peuple des Diablintes. Les Romains créèrent une ville nouvelle, Noviodunum, chef-lieu de la cité des Diablintes. Le temple fut reconstruit en pierre et l'on éleva des monuments qui traduisent le mode de vie romain : thermes, théâtre, forum. Noviodunum a été dotée, dans la deuxième moitié du Ier siècle apr. J.-C., d'un réseau de rues perpendiculaires, typique des plans urbains romains.
Dans les années 1980, la commune décida de mettre en avant ce patrimoine. L'église fut surélevée pour permettre aux visiteurs d'accéder aux thermes et la mairie racheta du terrain afin de poursuivre les fouilles. En 1995, un musée consacré au passé antique du village fut aussi créé. Il dévoile des pièces exceptionnelles de verrerie et de poterie et organise des expositions thématiques. Ici, tous les 13 mai, chacun participe à la « Journée gallo-romaine », une manifestation qui enchaîne démonstrations équestres, parcours archéologique guidé, ateliers artisanaux. Un aménagement urbain paysager a été réalisé afin de rendre plus visible la présence de la ville antique.

### Ancien Régime
Durant l'Ancien Régime, la paroisse était divisée entre au moins deux seigneuries aux contours flous. L'une située aux Escotais concernait plutôt le sud de la paroisse avec notamment les paroisses d'Hambers, Mézangers et Grazay alors que l'autre au Bourgneuf (proche de la route du Mans à Mayenne) concernait plutôt le nord et s'étendait sur les paroisses voisines de Grazay et Hambers dont son siège était aux confins. Cette dernière était propriété de la famille de Bouillé mais a été vendue au chapitre de la cathédrale du Mans en 1682, par Philippe de Bouillé qui avait des soucis financiers. L'autre seigneurie était, à la veille de la Révolution, la propriété de François de Brossard, intitulé seigneur de Jublains. Le château des Escotais fut démoli du XVIIIe siècle et ne subsistent aujourd'hui plus que des ruines,.

## Politique et administration
Le conseil municipal est composé de quinze membres dont le maire et quatre adjoints.

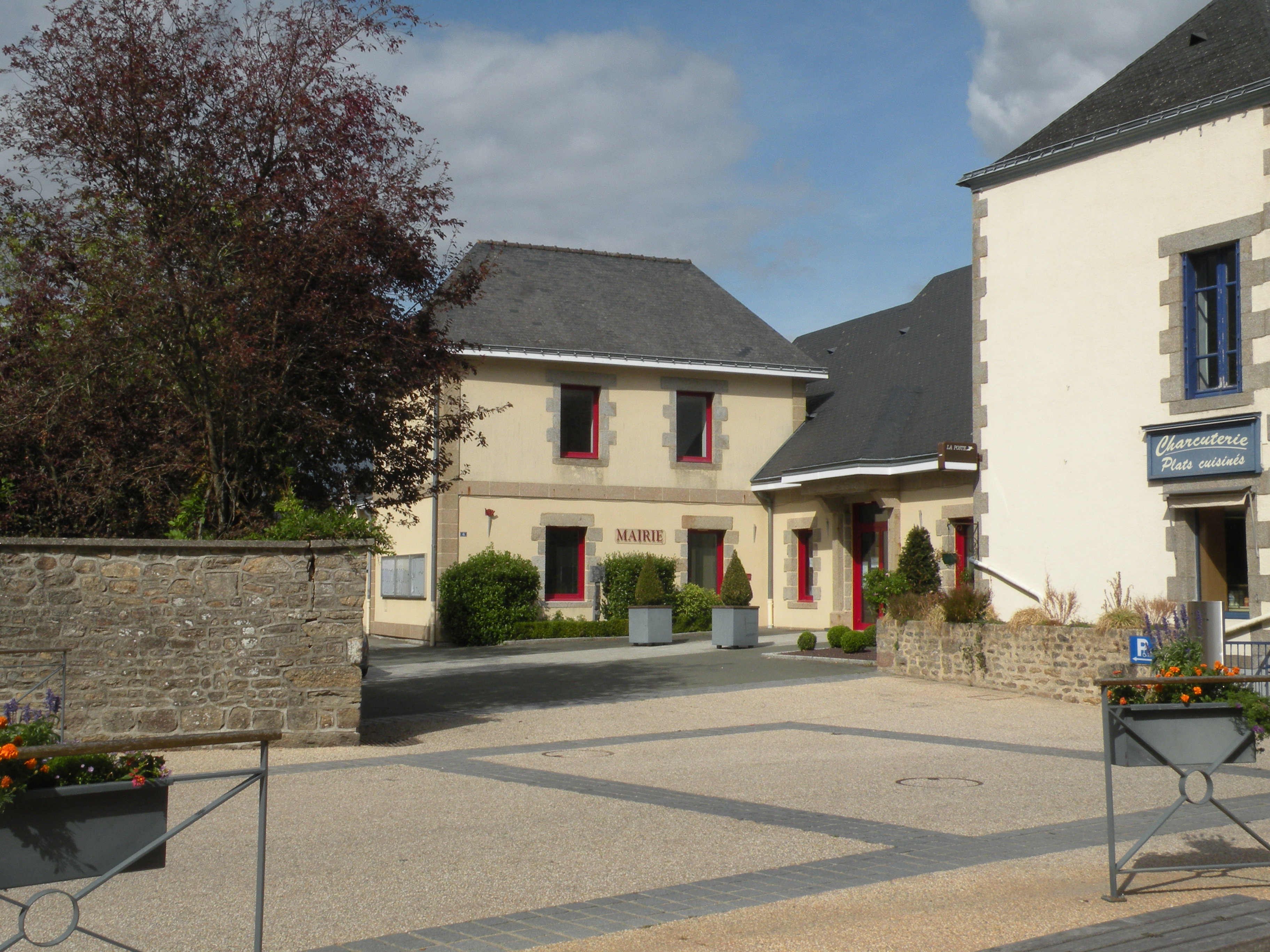
La mairie.

## Population et société

### Démographie
L'évolution du nombre d'habitants est connue à travers les recensements de la population effectués dans la commune depuis 1793. Pour les communes de moins de 10 000 habitants, une enquête de recensement portant sur toute la population est réalisée tous les cinq ans, les populations de référence des années intermédiaires étant quant à elles estimées par interpolation ou extrapolation. Pour la commune, le premier recensement exhaustif entrant dans le cadre du nouveau dispositif a été réalisé en 2008.
En 2022, la commune comptait 756 habitants, en évolution de +3,99 % par rapport à 2016 (Mayenne : −0,73 %, France hors Mayotte : +2,11 %).
Jublains a compté jusqu'à 1 968 habitants en 1856.
| 1793  | 1800  | 1806  | 1821  | 1831  | 1836  | 1841  | 1846  | 1851  |
| ----- | ----- | ----- | ----- | ----- | ----- | ----- | ----- | ----- |
| 1 265 | 1 603 | 1 531 | 1 766 | 1 808 | 1 837 | 1 883 | 1 925 | 1 897 |

| 1856  | 1861  | 1866  | 1872  | 1876  | 1881  | 1886  | 1891  | 1896  |
| ----- | ----- | ----- | ----- | ----- | ----- | ----- | ----- | ----- |
| 1 968 | 1 846 | 1 888 | 1 740 | 1 712 | 1 653 | 1 645 | 1 597 | 1 531 |

| 1901  | 1906  | 1911  | 1921  | 1926  | 1931  | 1936  | 1946 | 1954  |
| ----- | ----- | ----- | ----- | ----- | ----- | ----- | ---- | ----- |
| 1 448 | 1 388 | 1 295 | 1 098 | 1 085 | 1 098 | 1 044 | 991  | 1 006 |

| 1962 | 1968 | 1975 | 1982 | 1990 | 1999 | 2006 | 2008 | 2013 |
| ---- | ---- | ---- | ---- | ---- | ---- | ---- | ---- | ---- |
| 980  | 918  | 761  | 731  | 718  | 699  | 689  | 685  | 716  |

| 2018 | 2022 | - | - | - | - | - | - | - |
| ---- | ---- | - | - | - | - | - | - | - |
| 740  | 756  | - | - | - | - | - | - | - |

## Lieux et monuments
Jublains est une cité du Pays d'art et d'histoire Coëvrons-Mayenne.

### Site archéologique
Les aménagements du site mettent en évidence les ruines de l'ancienne cité gallo-romaine de Noviodunum : pans de murs, tracés de voies romaines, rues bordées de maisons.

#### Le théâtre

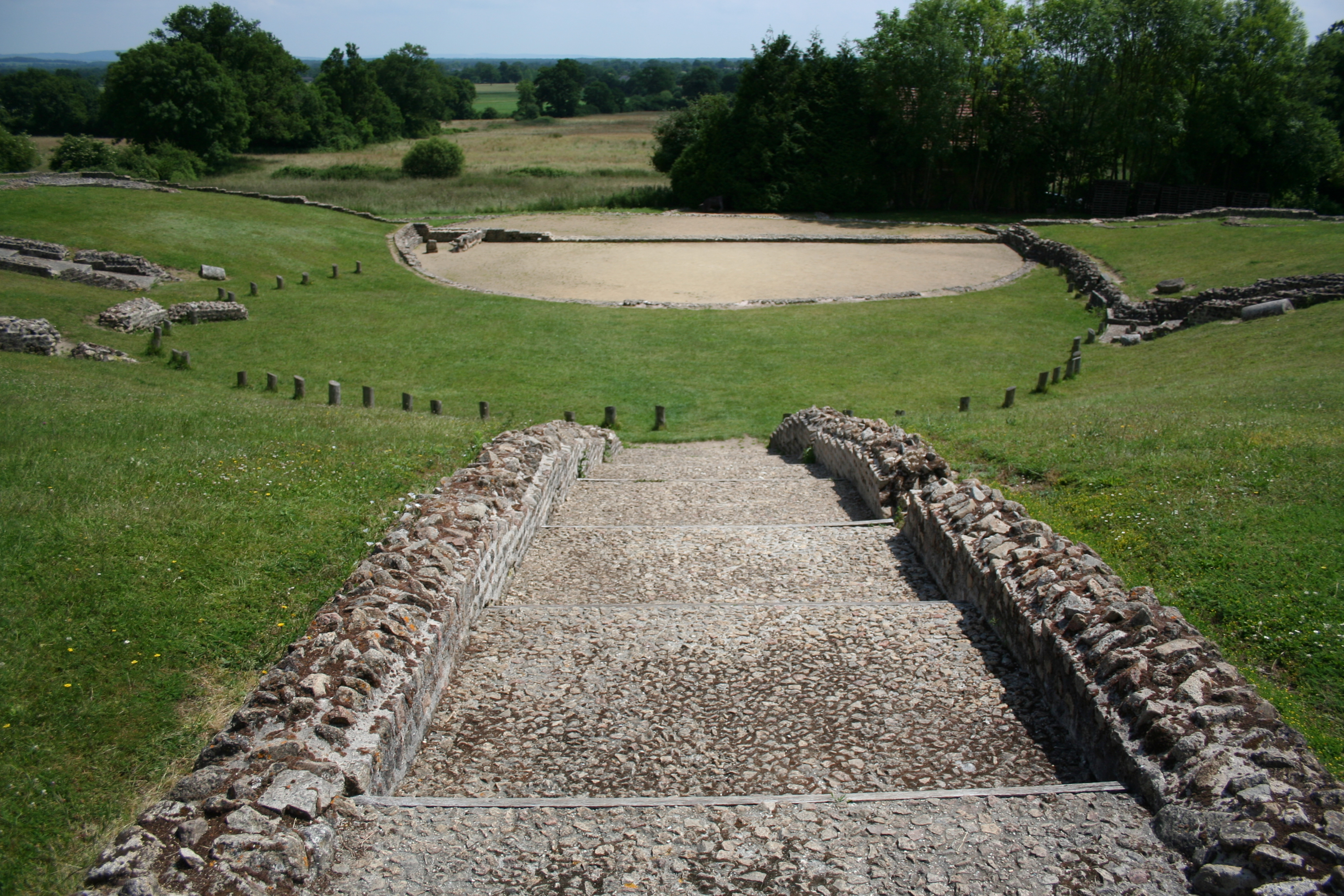
Le théâtre de Jublains vu d'un des vomitoria.

Le théâtre qui accueille des manifestations en période estivale, a été construit vers 80 apr. J.-C. : établi sur le versant du plateau qui borde la ville, face à un beau panorama de bocage, avec en arrière fond, les collines des Coëvrons, il fut offert à la cité par un riche commerçant du nom d'Orgétorix.
À un premier monument, de plan provincial presque circulaire, s'est substitué ensuite un théâtre plus vaste permettant également d'y donner des spectacles ayant lieu en amphithéâtre. Les combats de bêtes fauves semblent n'avoir jamais eu lieu ici, du fait de l'absence d'installations assurant la sécurité des spectateurs.
Le dégagement total de la bâtisse a eu lieu dans les années 1980. Des spectacles de théâtre, cinéma, concerts s'y déroulent chaque année.

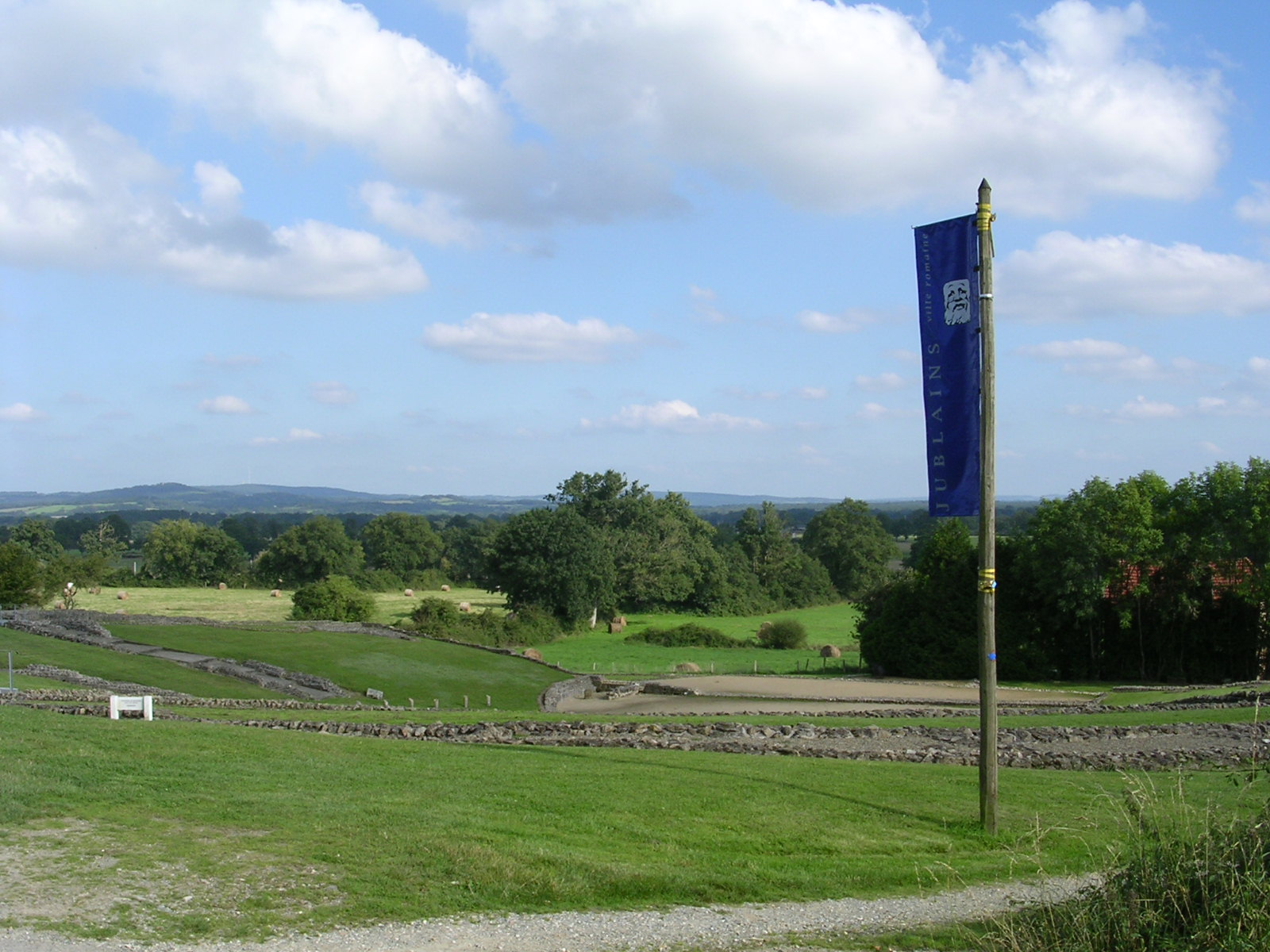
Le théâtre avec panorama sur le mont Rochard.

#### Castellum

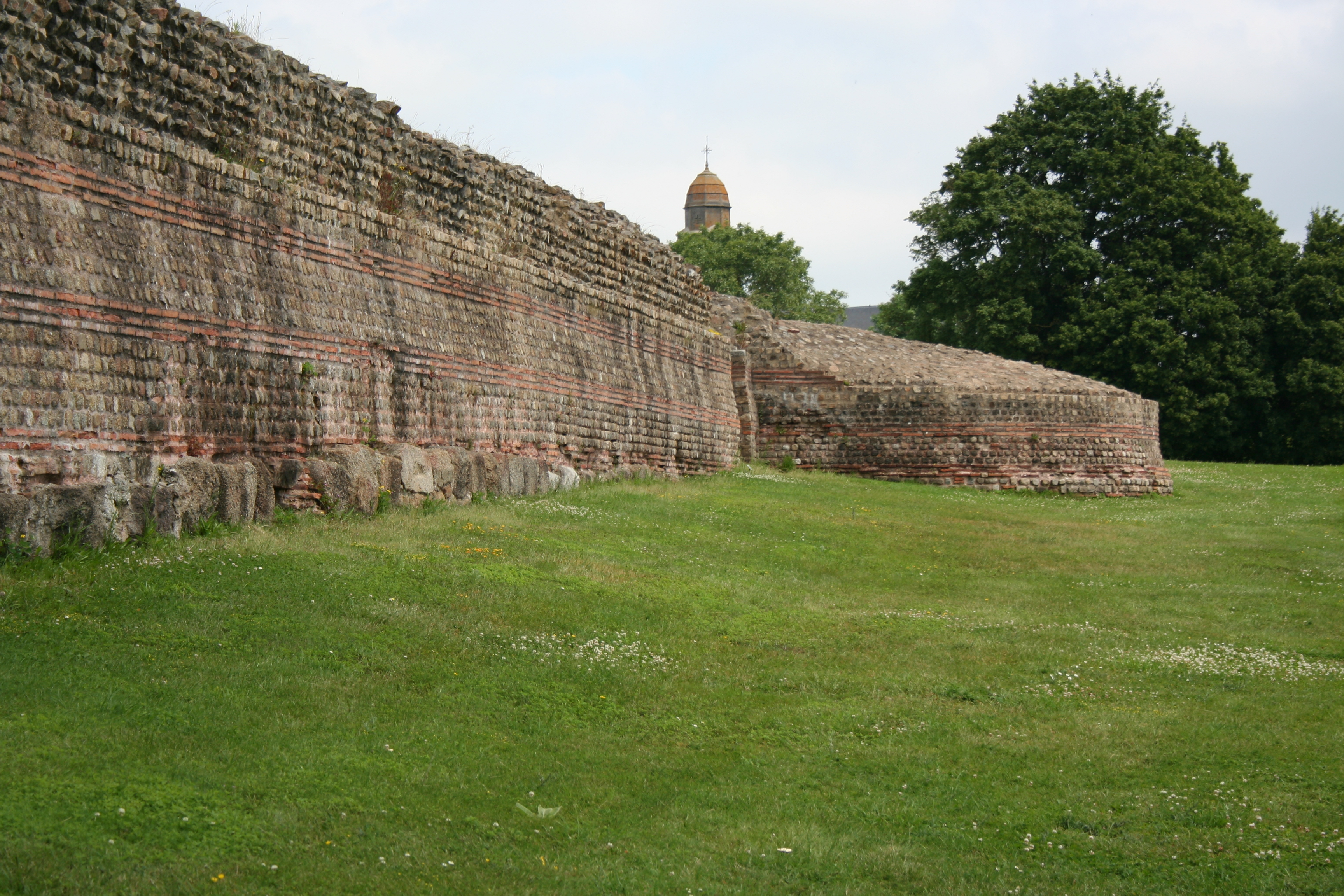
L'enceinte extérieure de la forteresse vue du sud-est.

Le castellum est une fortification carrée de 117,50 m sur 104,25 m. Une tour ronde défend chacun des quatre angles. Cinq autres tours sont disposées sur les faces. Ces neuf tours, pleines à l'intérieur, ont un diamètre de 6 à 7 m.
La bâtisse a longtemps été considérée comme défensive, certains historiens lui attribuant désormais une fonction de stockage de grains ou de biens plus précieux, comme l'or.

#### Thermes

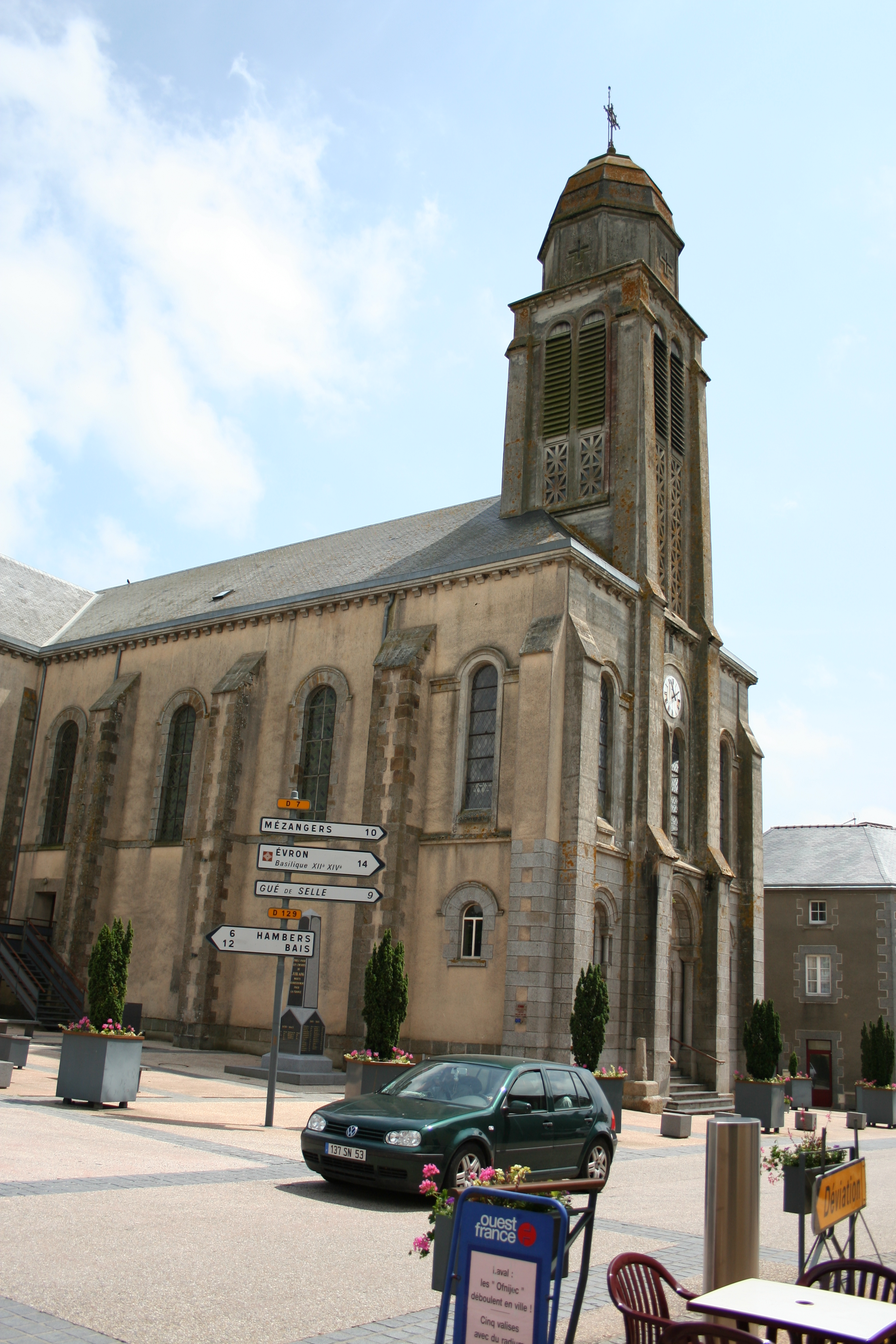
Église Saint-Gervais-et-Saint-Protais, contenant les vestiges des thermes.

Les anciens thermes sont situés sous l'actuelle église. Ils occupaient un îlot urbain large d'une soixantaine de mètres. Le bâtiment des bains s'élevait au milieu d'une enceinte de portiques et de salles annexes.
On y voit encore en particulier la belle piscine dallée de schiste des bains froids et le système de chauffage par circulation d'air brûlant sous le sol. Un éclairage animé (Fondation Électricité de France) guide la visite. Transformé en lieu de culte lors de la christianisation, le monument se visite sous l'église actuelle.

#### Sanctuaire
On trouve un temple de la Fortune, situé sur le monticule de la Tonnelle, ayant succédé à un sanctuaire important de l'époque gauloise.

### Autres monuments
- Chapelle Notre-Dame de Doucé, située sur la route de Grazay. Elle abrite une Vierge à l'Enfant du XIVe siècle classée à titre d'objet aux monuments historiques[30].
- Chapelle Sainte-Anne d'Hermet.
- Église Saint-Gervais-et-Saint-Protais.
- Stèle gauloise.
- Château de Neuvillette.
- Ancien château de Landepoutre.
- Château des Escotais.

### Le musée archéologique
Un musée archéologique, inauguré en 1995, rassemble un certain nombre de pièces présentes pour certaines d'entre elles dans des collections publiques depuis parfois plus d'un siècle. Outre des pièces archéologiques trouvées sur ce site, d'autres éléments trouvés à divers endroits permettent d'appréhender l'histoire de la Mayenne depuis la Préhistoire jusqu'à l'époque moderne.

## Activités, label et manifestations

### Label
La commune est une ville fleurie (deux fleurs) au concours des villes et villages fleuris.

### Sports
L'Association sportive de Jublains fait évoluer une équipe de football en division de district. La couleur du club est bleue.

## Personnalités liées à la commune
. Guillaume des Escotais, né vers 1300 à Jublains au château des Escotais et mort en 1379, abbé du monastère bénédictin Notre Dame à Evron.
. Autres membres de la famille noble et seigneuriale des Escotais : cf. au XVIIIe siècle Roland, Louis et Louis-Joseph (mais leur comté des Escotais était sis à La Roche et Neuillé).